# Al-Mutawakkil III
Al-Mutawakkil III, död 1543, var en abbasidisk kalif. Han var kalif i Kairo mellan 1508 och 1517. 
Vid denna tid var kalif-titeln endast en hederstitel under beskydd av Egyptens monark. När Egypten erövrades av Osmanska riket blev han tillfångatagen, förd till Konstantinopel och tvingades överlåta sin titel till den osmanska sultanen. 